# Afghanodesmatida
De Afghanodesmatida zijn een orde van uitgestorven tweekleppigen.

## Taxonomie
De volgende taxa zijn bij de orde ingedeeld:
- † Superfamilie Afghanodesmatoidea Scarlato & Starobogatov, 1979
  -  † Familie Afghanodesmatidae Scarlato & Starobogatov, 1979
  -  † Familie Eritropidae Cope, 2000
- † Superfamilie Tironuculoidea Babin in Babin et al., 1982
  -  † Familie Nucularcidae Pojeta & Stott, 2007
  -  † Familie Similodontidae Carter & Pojeta, 2011
  -  † Familie Tironuculidae Babin in Babin et al., 1982